# Dillo Lombardi
Dillo Lombardi (né le 10 janvier 1858 à Parme, en Émilie-Romagne et mort le 15 juillet 1935  à Civita Castellana, dans le Latium) est un acteur italien de théâtre et de cinéma de la période du cinéma muet.

## Biographie
Dillo Lombardi a tourné dans près de quatre-vingt films entre 1911 et 1928. Il a commencé sa carrière d'acteur très jeune, dans la compagnie de théâtre d'Ernesto Rossi, où il jouait des rôles de « jeune premier. » Par la suite, il a été engagé dans la troupe de Luigi Bellotti Bon, avec laquelle il a effectué une tournée en Amérique, au cours de laquelle il a obtenu de nombreux succès personnels.
Il a joué les premiers rôles dans la compagnie de Jacinta Pezzana et Cesare Rossi, avant d'être engagé, à la fin des années 1880 au Teatro Manzoni de Rome, dont il est devenu plus tard le directeur. Dans la capitale, l'acteur émilien a obtenu des grands succès personnels avec ses interprétations d' Hamlet et d' Othello de William Shakespeare, qui lui ont permis de devenir une véritable star aux yeux de la petite bourgeoisie romaine .
Il fait ses débuts au cinéma en 1911, avec le film Bonifacio VIII de Gerolamo Lo Savio, produit par Film d'Arte Italiana. L'année suivante il tourne des films pour Latium Film, puis à Turin pour Savoia Film. Dans cette dernière maison, Dillo Lombardi a été l'un des principaux interprètes, présent dans la quasi-totalité de ses premières productions, parmi lesquelles on peut citer Le Lys sur le marais (Il giglio della palude) de Roberto Danesi (1912), La Fugitive (La fuggitiva) de Roberto Danesi (1912), In hoc signo vinces de Nino Oxilia (1913), Le Cadavre vivant (Il cadavere vivente) d'Oreste Mentasti et Nino Oxilia (1913), dans lequel il avait pour partenaire Maria Jacobini et La Mort civile (La morte civile) d'Ubaldo Maria Del Colle avec Adriana Costamagna.
Après la période de Savoia Film, il est engagé à la Morgana Film de Catane, où il tourne les films Perdus dans les ténèbres (Sperduti nel buio) de Nino Martoglio (1914), adapté du drame de Roberto Bracco, l'une des premières œuvres réalistes du cinéma italien, considérée par la critique comme un précurseur du néoréalisme et Teresa Raquin de Nino Martoglio (1915), avant de travailler pour diverses maisons de production : Gladiator Film, Celio Film, Caesar Film (it), Lombardo Film (pour laquelle il tourne en 1918 son  unique film en tant que réalisateur sous le titre Malacarne), Flegrea Film, et d'autres petites sociétés de production de moindre importance.
Dans la seconde moitié des années 1920, Dillo Lombardi se rend en Allemagne où il tourne quelques films, dont Volga ! Volga ! (1928) de Victor Tourjanski et le dernier, en 1928 également, Le Rouge et le Noir Der geheime Kurier de Gennaro Righelli, à la suite duquel, âgé de soixante-dix ans, il décide de se retirer de la scène.

## Filmographie partielle

### Comme acteur
- 1911 : Bonifacio VIII de Gerolamo Lo Savio
- 1911 : Cola di Rienzo
- 1911 : Marco Visconti d'Ugo Falena
- 1912 : Madre ignota d'Ubaldo Pittei
- 1912 : La Dernière étreinte (L'ultimo amplesso) de Pier Antonio Gariazzo
- 1912 : Le Bal de la mort (Il ballo della morte) de Roberto Danesi
- 1912 : La Fugitive (La fuggitiva) de Roberto Danesi
- 1912 : Le Lys sur le marais (Il giglio della palude) de Roberto Danesi
- 1912 : Vampe di gelosia de Roberto Danesi
- 1912 : La Panthère (Pantera)
- 1913 : Le Cadavre vivant (Il cadavere vivente) d'Oreste Mentasti et Nino Oxilia
- 1913 : Il pane altrui d'Ubaldo Maria Del Colle
- 1913 : Il raggio meraviglioso de Roberto Danesi
- 1913 : Il velo d'Iside de Nino Oxilia
- 1913 : In hoc signo vinces de Nino Oxilia
- 1913 : La falsa strada de Roberto Danesi
- 1913 : La Mort civile (La morte civile) d'Ubaldo Maria Del Colle
- 1914 : L'Accord en mineur (L'accordo in minore) d'Ubaldo Maria Del Colle
- 1914 : Perdus dans les ténèbres (Sperduti nel buio) de Nino Martoglio
- 1914 : Ultimo anelito d'Ubaldo Maria Del Colle
- 1915 : Diamanti e documenti de Domenico Gaido
- 1915 : Il mio diario di guerra de Riccardo Tolentino
- 1915 : Teresa Raquin de Nino Martoglio
- 1916 : Diamanti e lagrime de Gino Zaccaria
- 1916 : Il predone dell'ariad'Alberto Traversa
- 1916 : Sul limite della follia de Riccardo Tolentino
- 1917 : Castigo d'Ubaldo Maria Del Colle
- 1917 : Le memorie di una istitutrice de Riccardo Tolentino
- 1917 : Una donna de Mario Gargiulo
- 1918 : È passata una nuvola de Mario Gargiulo
- 1920 : Amore e la maschera de Mario Gargiulo
- 1920 : Una donna è scomparsa de Gino Zaccaria
- 1920 : L'ultima primavera d'Ercole Aldo Brizzi
- 1920 : Per le vie del sogno de Renato Tignani
- 1921 : Il più forted'Ugo De Simone
- 1921 : La porta del mondo de Parsifal Bassi
- 1921 : Roveto ardente d'Alfredo Masi
- 1921 : Suprema bellezza de Luigi Serventi
- 1922 : Fatale bellezza de Gaston Ravel
- 1922 : Il miracolo dell'amore de Toddi
- 1923 : Il grido dell'aquila de Mario Volpe
- 1924 : La bambola vivente de Luigi Maggi
- 1926 : Die Waise von Lowood de Curtis Bernhardt
- 1927 : Eheskandal im Hause Fromont jun. und Risler sen. de A.W. Sandberg
- 1928 : Die Hölle der Jungfrauen de Robert Dinesen
- 1928 : Artisten de Géza von Bolváry
- 1928 : Volga ! Volga ! de Victor Tourjanski
- 1928 : Le Rouge et le Noir (Der geheime Kurier) de Gennaro Righelli

### Comme réalisateur
- 1918 : Malacarne

## Source de la traduction
- (it) Cet article est partiellement ou en totalité issu de l’article de Wikipédia en italien intitulé « Dillo Lombardi » (voir la liste des auteurs).